# Lyngseidet
Lyngseidet (nordsamiska: Ivgumuotki, kvänska: Yykeänmuotka) är en tätort i Lyngens kommun i Troms fylke i Nord-Norge. Tätorten hade 819 invånare den 1 januari 2017. Namnet kommer av, i första ledet, svenska lugn/norsk logn. Den andra delen av namnet hänvisar till eidet (näset) västerut mot Kjosen.
Tätorten är centralort i Lyngens kommun, och ligger på västra sidan av fjorden Lyngen. Tätorten har mycket turism, och ligger centralt i "Lyngsalpan landskapsvernområde".

## Historia
Lyngens kyrka, som ligger mitt i centrum, är en träkyrka från 1782. Lyngseidet har varit en handelsplats från 1789, och har en del äldre bevaringsvärdig bebyggelse. En kilometer söder om centrum av Lyngseidet ligger Nord-Norges största träbyggnad, Solhov folhögskola, byggd 1912-24. Skolan blev nedlagd 1987, men har i en period varit använd som skola för 1-10 klass. Den används i dag som övernattningsplats, med betydlig trafik.

## Näring
Lyngseidet har gummi-, plast och mineralindustri. Det finns också någon näringsmedelindustri. 

### Lyngsalpan landskapsvärnområde
Turismen är stor, bland annat som utgångspunkt för turer i Lyngsalpan. Lyngsalpan landskapsvärnområde blev en realitet 2004. Området ligger på Lyngenhalvön, mellan fjordarna Lyngen och Ullsfjorden. Högsta fjället är Jiehkkevárri (1834 moh.). Stort fågelliv med alla nio dagrovfåglarna häckande här. Alla åtta ugglorna som finns i fylket är observerade här. Det finns både samiska, kvänska och norska kulturminnen i området.
Området är populärt, inte minst av fjällklättrare, från in och utland. Närmare 40 kvadratkilometer av halvön är närmast oberörd. En del av området används också av tamren som betesområde under sommarhalvåret. Här finns också "sjøsamiska" bosättningsområden.
Lyngseidet ligger helt centralt i detta område, och har en betydlig del turism av olika slag, kanske speciellt under den senare perioden av vintern.

## Kommunikationer
I tätorten möts från väster fylkesväg 91 från Ullsfjorden, från söder fylkesväg 868 från Oteren, och från norr fylkesväg 7920 från orten Koppangen. Närmaste väg till Tromsø blir med färja från Svensby, över Ullsfjorden, till Breivikeidet. Från Lyngseidet går det färja, över Lyngen, till Olderdalen, som ligger längs E6. Det är också en betydlig bilturism på sommaren här, eftersom den kortaste vägen mellan Nordkap och Tromsø blir att ta de två nämnda färjorna. Lyngseidet blir då en central del av resan.   

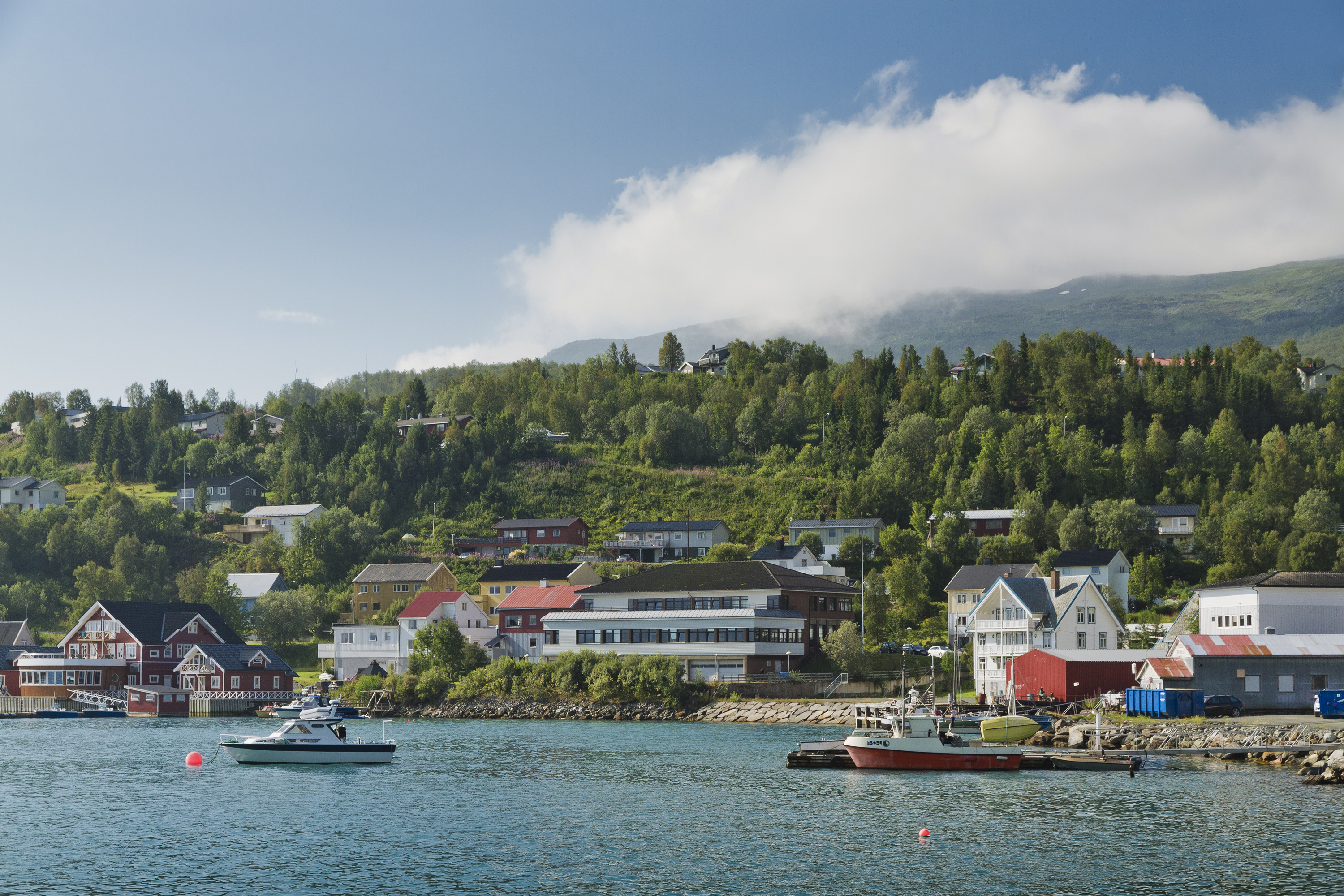
Vy över samhället Lyngseidet.